# Takumi Abe
Takumi Abe (阿部 巧 Abe Takumi?), född 26 maj 1991 i Tokyo prefektur, är en japansk fotbollsspelare.
Abe började sin karriär 2010 i FC Tokyo. Efter FC Tokyo spelade han för Yokohama FC, Matsumoto Yamaga FC, Avispa Fukuoka, Thespakusatsu Gunma och SC Sagamihara.